# El Domingo
El Domingo. Lecturas Piadosas y Entretenidas fue una publicación periódica semanal de Madrid dirigida por Pedro de Madrazo y Kuntz.
Tras dos números de "Prospecto", el primer número salió el 7 de julio de 1844. En su primera época se estampó en la imprenta de la Sociedad Literaria y Tipográfica, con un formato de 31x22 cm. y cuatro páginas por ejemplar hasta su número 83 (1 feb. 1846). Estaba muy bien ilustrado y recogía en general artículos anónimos, aunque se encuentran en él las firmas habituales de Pedro de Madrazo y la del "Ermitaño de la Alcarria", así como otras esporádicas (Ventura de la Vega, Gregorio Romero Larrañaga, Alberto Lista, J. Bautista Delgado, etc.
En su segunda época se imprimió en el establecimiento de M. Galiano entre el 1 de febrero de 1857 y el 24 de enero de 1858 (54 números) con el subtítulo de "periódico religioso, artístico y literario".